# O, brad frumos!

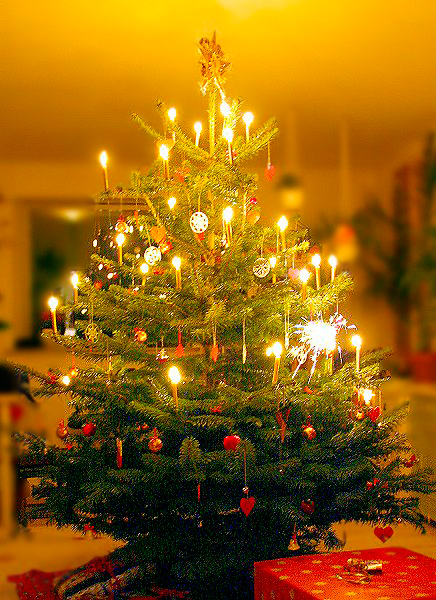
"O, brad frumos/Cu cetina tot verde"

O, brad frumos ! este un colind de Crăciun, închinat pomului de Crăciun. 
Colindul (denumit în germană O Tannenbaum) este o veche melodie populară din Silezia (Germania), culeasă în secolul al XVI-lea. Prima strofă a fost scrisă de Joachim August Zarnack (1777-1827) în anul 1819, celelalte 2 strofe în anul 1824 de Ernst Anschütz (1780-1861).
Colindul a fost preluat și tradus în multe limbi, fiind răspândit la nivel mondial.

## Muzică și versuri
| Sheet music for "O Tannenbaum" |

| O Tannenbaum, o Tannenbaum, Wie treu sind deine Blätter! Du grünst nicht nur zur Sommerzeit, Nein, auch im Winter, wenn es schneit. O Tannenbaum, o Tannenbaum, Wie treu sind deine Blätter! O Tannenbaum, o Tannenbaum, Du kannst mir sehr gefallen! Wie oft hat schon zur Winterzeit Ein Baum von dir mich hoch erfreut! O Tannenbaum, o Tannenbaum, Du kannst mir sehr gefallen! O Tannenbaum, o Tannenbaum, Dein Kleid will mich was lehren: Die Hoffnung und Beständigkeit Gibt Mut und Kraft zu jeder Zeit! O Tannenbaum, o Tannenbaum, Dein Kleid will mich was lehren! | O, brad frumos, o, brad frumos, Cu cetina tot verde, Tu ești copacul credincios, Ce frunza nu și-o pierde. O, brad frumos, o, brad frumos, Verdeața ta îmi place, Oricând o văd sunt bucuros, Și vesel ea mă face. O, brad frumos, o, brad frumos, Cu frunza neschimbată, Mă mângâi și mă faci duios, Și mă-ntărești îndată. O, brad frumos, o, brad frumos, Verdeața ta îmi place, Oricând o văd sunt bucuros, Și vesel ea mă face. |